# Olcay Çakır
Olcay Çakır (Konak, 13 luglio 1993) è una cestista turca.

## Carriera
È stata selezionata dalle New York Liberty al terzo giro del Draft WNBA 2013 (27ª scelta assoluta).
Con la Turchia ha disputato i Giochi olimpici di Rio de Janeiro 2016, i Campionati mondiali del 2018 e cinque edizioni dei Campionati europei (2015, 2017, 2019, 2021, 2023).